# Colobothea juncea
Colobothea juncea är en skalbaggsart som beskrevs av Bates 1865. Colobothea juncea ingår i släktet Colobothea och familjen långhorningar. Inga underarter finns listade i Catalogue of Life.